# Kaple svatého Václava (Praha 10 – Vinohrady)
Vinohradský kostel, respektive kaple svatého Václava je jednolodní hřbitovní kostel na Vinohradském hřbitově v městské části Praha 10. Byl postaven roku 1897 v novogotickém slohu dle návrhu architekta Antonína Turka.

## Historie
Kostel byl postaven firmou stavitele Vlad. Sedláčka v roce 1897 na hřbitově založeném jen o několik let dříve, roku 1885. Autorem projektu byl architekt Antonín Turek, mezi jehož další díla patří historizující stavby, například Vinohradské tržnice, Národní dům na Vinohradech, či spolupráce na stavbě vinohradského kostela svaté Ludmily na náměstí Míru.
V letech komunistické totality nebyla kaple využívána pro církevní účely a postupně chátrala. To se změnilo po roce 1989 a kaple byla zrestaurována. V současné době kaple opět slouží pro smuteční obřady a zároveň je zde deponováno lapidárium Správy pražských hřbitovů.

## Popis

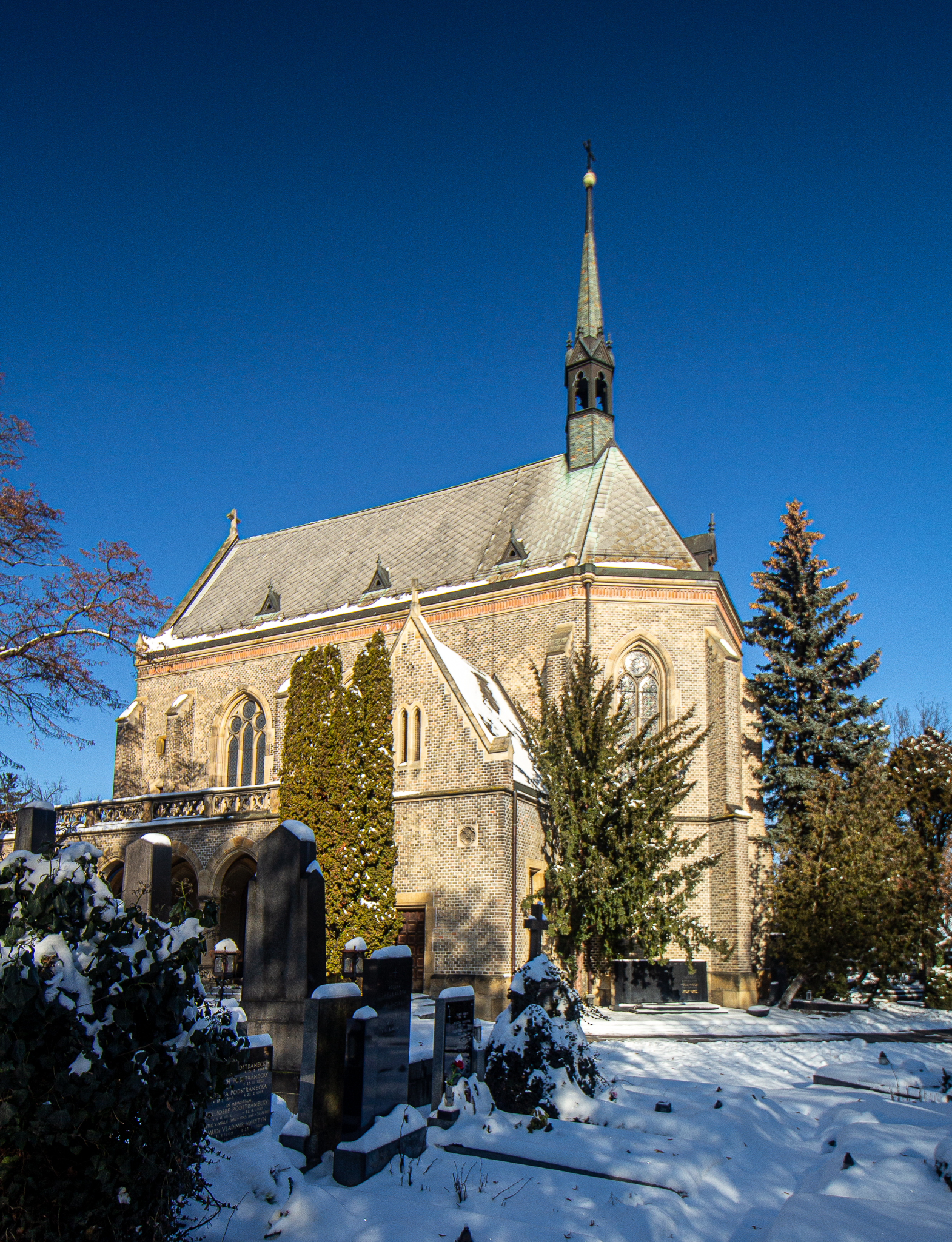
Závěr kostela svatého Václava

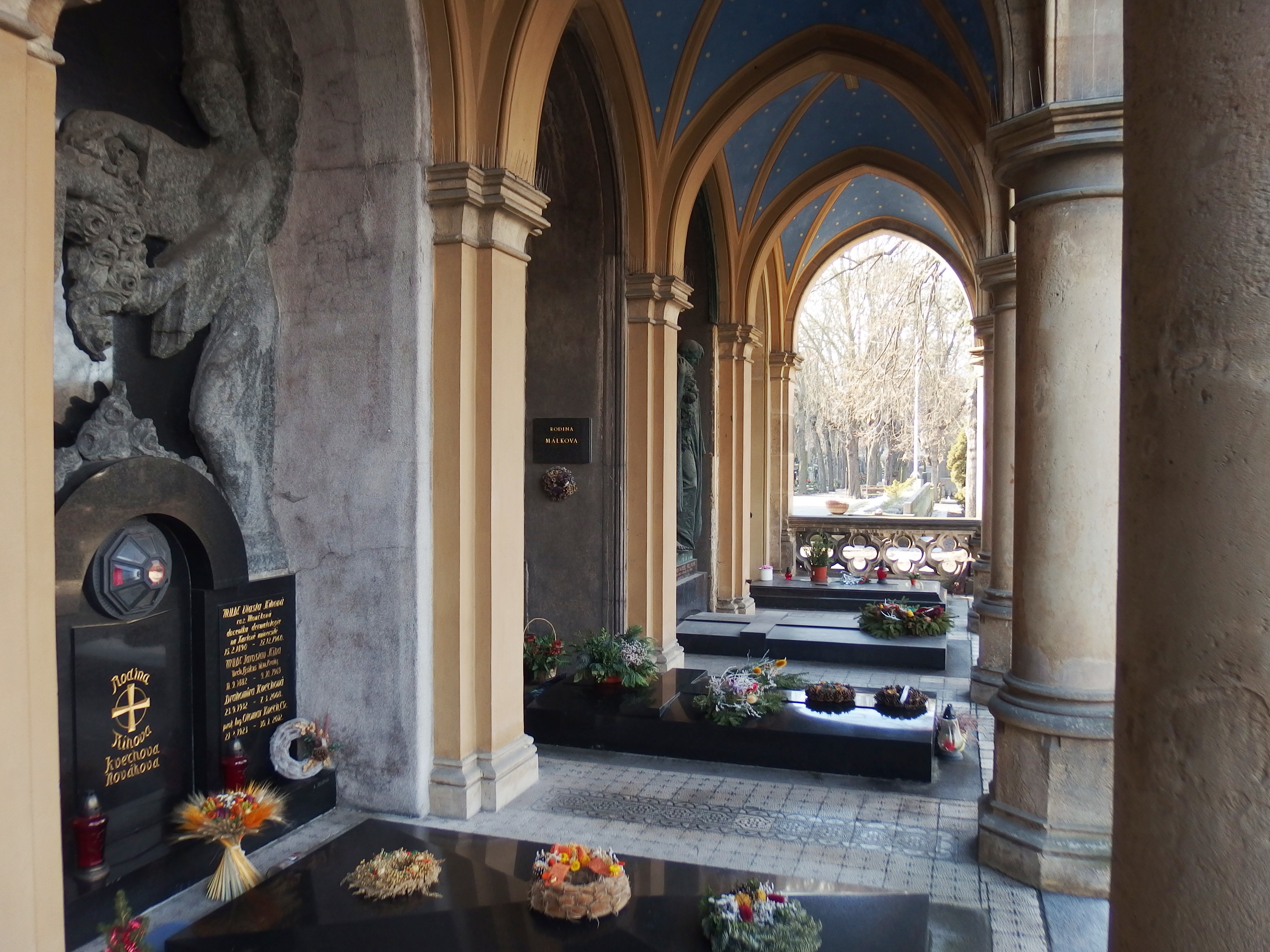
Arkády kaple

Kostel svatého Václava se nachází uvnitř areálu hřbitova za centrálním křížem. Orientovaná stavba je po severní a jižní straně obklopena arkádami, na každé straně se sedmi výstavnými rodinnými hrobkami, vyzdobenými sochami a malbami významných umělců.
Kostelní loď je zaklenuta křížovou klenbou, pod kterou na krakorcích leží úzký ochoz. Okna jsou zdobena pestrými vitrážemi.
V rodinné hrobce ve vnějších ambitech kostela sv. Václava byl v prosinci 2011 pochován pan prezident Václav Havel.

## Lapidárium
Správa pražských hřbitovů kapli využívá jako depozit lapidária. Je zde uloženo množství uměleckých děl, vzácných originálů funerálních plastik, kterým hrozilo nevratné poškození působením povětrnostních vlivů. Mezi nejzajímavější díla patří např. originál Svaté holčičky od Josefa Maxe, Lyra Roberta Platzera původně exponovaná na Malostranském hřbitově jako součást hrobky hudebního skladatele Václava Jana Tomáška, dále Sedící múza sochaře Tomáše Seidana, či Sedící dívka Franty Úprky z Olšanských hřbitovů, nebo Vojáka Josefa Malínského z Karlínského hřbitova.